# Toyokawa
Toyokawa (豊川市, Toyokawa-shi) är en japansk stad i prefekturen Aichi på den centrala delen av ön Honshu. Den har ca 182 000 invånare på en yta av 161 km². Staden är belägen vid Toyofloden och utgör den sydostligaste delen av Nagoyas storstadsområde. Toyokawa fick stadsrättigheter 1 juni 1943.